# Fosforilació oxidativa

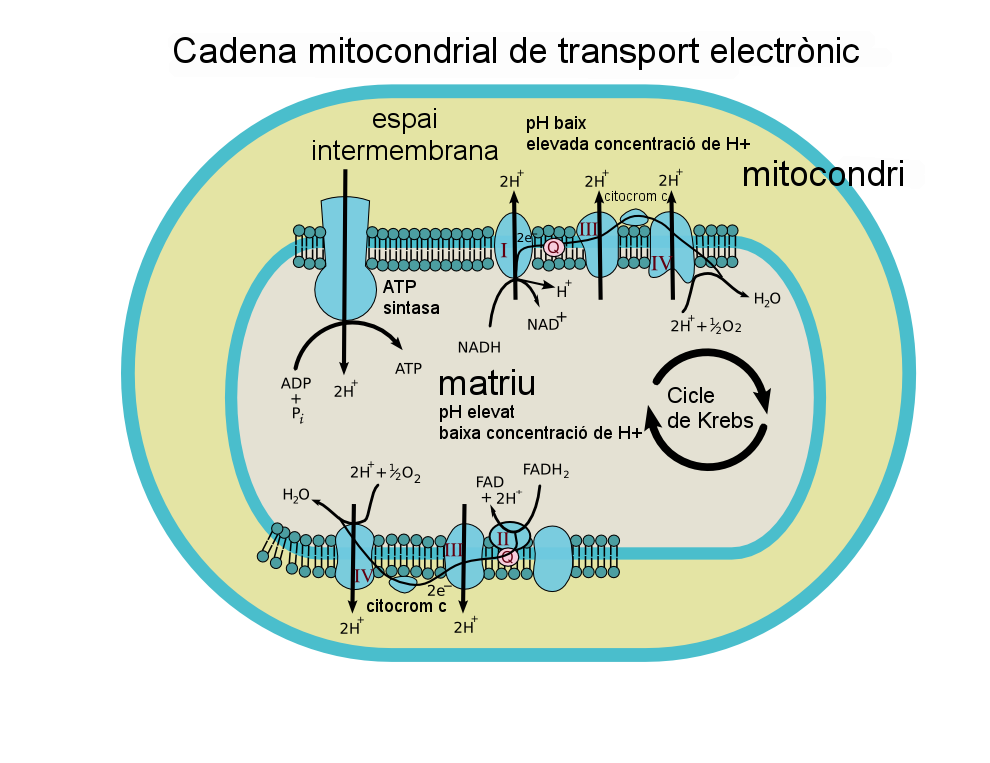
Cadena transportadora d'electrons mitocondrial

La fosforilació oxidativa és una via metabòlica que utilitza energia alliberada per l'oxidació de nutrients per produir adenosina trifosfat (ATP). Encara que les diverses formes de vida a la terra utilitzen una gran varietat de nutrients, quasi totes duen a terme la fosforilació oxidativa per produir ATP, la molècula que subministra energia al metabolisme. Aquesta via probablement és tan generalitzada perquè és una manera molt eficient d'alliberar energia, en comparació amb els processos alternatius de fermentació, com la glucòlisi anaeròbica.
Durant la fosforilació oxidativa, els electrons són transferits des dels donadors d'electrons fins als acceptadors d'electrons com l'oxigen, en reaccions redox. Aquestes reaccions redox alliberen energia que es fa servir per formar ATP. En cèl·lules eucariotes, aquestes reaccions redox són realitzades per una sèrie de complexos proteics del mitocondri, mentre que en cèl·lules procariotes, aquestes proteïnes es troben a la membrana interna de la cèl·lula. Aquests conjunts relacionats d'enzims s'anomenen cadenes transportadores d'electrons. En cèl·lules eucariotes, estan implicats cincs complexos proteics, mentre que en procariotes hi ha molts enzims diferents, utilitzant una varietat de donadors i acceptors d'electrons.
L'energia alliberada pel flux d'electrons a través d'aquesta cadena transportadora d'electrons es fa servir per transportar protons a través de la membrana interna del mitocondri, en un procés anomenat quimiosmosi. Això genera energia potencial en forma d'un gradient de pH i un potencial elèctric a través d'aquesta membrana. Aquest emmagatzematge d'energia és aprofitat permetent als protons que tornin a través de la membrana a favor del gradient, a través d'un enzim anomenat ATP sintasa. Aquest enzim utilitza aquesta energia per generar ATP a partir d'adenosina difosfat (ADP), en una reacció de fosforilació. Aquesta reacció és regulada pel flux d'electrons, que provoca la rotació d'una part de l'enzim; la ATP sintasa és un motor mecànic rotatori.
Encara que la fosforilació oxidativa és una part vital del metabolisme, produeix espècies reactives de l'oxigen com el superòxid o el peròxid d'hidrogen. I en conseqüència, es propaguen radicals lliures que danyen la cèl·lula i contribueixen a malalties i, possiblement, a l'envelliment. Els enzims que realitzen aquesta via metabòlica també són la diana de moltes drogues i verins que inhibeixen la seva activitat.

## Transferència d'energia per quimiosmosi
La fosforilació oxidativa funciona utilitzant reaccions químiques que alliberen energia, per dur a terme reaccions que requereixen energia: els dos tipus de reaccions es diu que estan acoblats. Això vol dir que una no pot realitzar-se/ocórrer sense l'altra. El flux d'electrons a través de la cadena transportadora d'electrons, des dels donadors d'electrons com el NADH fins als acceptadors d'electrons com l'oxigen, és un procés exergònic – allibera energia, mentre que la síntesi d'ATP és un procés endergònic, ja que necessita una aportació d'energia. Tant la cadena transportadora d'electrons com la ATP sintasa, estan integrats a la membrana, i l'energia és transferida des de la cadena transportadora d'electrons fins a la ATP sintasa gràcies al moviment dels protons a través de la membrana, en un procés anomenat quimiosmosi. A la pràctica, aquest procés és com un circuit elèctric simple, amb un corrent de protons que és impulsat des del pol negatiu N de la membrana fins al pol positiu P, pels enzims de bombament de protons de la cadena transportadora d'electrons. Aquests enzims són com una bateria elèctrica, ja que realitzen treball per conduir el corrent a través del circuit. El moviment dels protons crea un gradient electroquímic a través de la membrana, anomenat força protó-motriu. El gradient té dos components: una diferència de concentració de protons (gradient de pH) i una diferència de potencial elèctric, amb el pol N amb càrrega negativa. L'energia és emmagatzemada majoritàriament com a diferència de potencials elèctrics al mitocondri, però també com a gradient de pH als cloroplasts.
L'ATP sintetasa allibera aquesta energia emmagatzemada completant el circuit i permetent als protons que flueixin a favor del gradient electroquímic, de retorn al pol N de la membrana. Aquest enzim és com un motor elèctric, ja que utilitza la força protó-motriu per realitzar la rotació de part de la seva estructura i acoblar aquest moviment amb la síntesi d'ATP.
La quantitat d'energia alliberada per la fosforilació oxidativa és alta, en comparació amb la quantitat produïda per la fermentació anaeròbica. La glicòlisi produeix només 2 molècules d'ATP, però es produeixen entre 30 i 36 ATPs amb la fosforilació oxidativa dels 10 NADH i les 2 molècules de succinat produïts per la conversió d'una molècula de glucosa en diòxid de carboni i aigua. Aquesta producció d'ATP és el valor màxim teòric; a la pràctica, hi ha alguna fuga de protons a través de la membrana, amb la qual cosa es disminueix la producció d'ATP.

## Molècules de transferència d'electrons i protons

Reducció del coenzim Q de la forma ubiquinona (Q) a la forma reduïda d'ubiquinol (QH₂).

La cadena transportadora d'electrons transporta tant protons com electrons, transferint electrons des dels donadors als acceptors, i transportant protons a través de la membrana. Aquests processos utilitzen molècules de transferència tant solubles com unides a proteïnes. Al mitocondri, els electrons són transferits dins de l'espai intermembrana pel citocrom c, una proteïna de transferència d'electrons soluble en aigua. Aquesta proteïna de transferència transporta només electrons, i aquests es transfereixen per la reducció i oxidació d'un àtom de ferro que es troba al grup hemo de la proteïna. El citocrom c també hi és en alguns bacteris, i es troba dins l'espai periplàsmic.
Dins la membrana interna del mitocondri, el coenzim Q10 (Q), un transportador d'electrons liposoluble, transporta tant electrons com protons a través d'un cicle redox. Aquesta petita molècula de benzoquinona és molt hidròfoba, per tant es difon lliurement dins la membrana. Quan Q accepta dos electrons i dos protons, es redueix a la forma d'ubiquinol (QH2); quan QH2 allibera dos electrons i dos protons, s'oxida a la forma original d'ubiquinona (Q). Com a resultat, si dos enzims s'organitzen de manera que Q es redueix a una cara de la membrana i QH2 s'oxida a l'altra cara, la ubiquinona podrà acoblar aquestes reaccions i actuar com una llançadera de protons a través de la membrana. Algunes cadenes transportadores d'electrons de bacteris utilitzen diferents quinones, com per exemple la menaquinona, en addició a la ubiquinona.
Dins les proteïnes, els electrons es transfereixen entre cofactors de flavina, centres ferro-sofre, i citocroms. Hi ha diferents tipus de centres ferro-sofre. El més simple trobat en la cadena transportadora d'electrons consisteix en dos àtoms de ferro units a dos àtoms de sofre inorgànic; aquests s'anomenen centres [2Fe-2S]. El segons tipus, anomenat [4Fe-4S], conté un cub de quatre àtoms de ferro i quatre àtoms de sofre. Cada àtom de ferro d'aquests centres està coordinat per un aminoàcid addicional, normalment per la cisteïna de l'àtom de sofre. Els cofactors que són ions metàl·lics pateixen les reaccions redox sense agafar ni alliberar protons, per tant en la cadena transportadora d'electrons només serveixen per transportar electrons entre proteïnes. Els electrons es desplacen a llargues distàncies entre proteïnes saltant entre les cadenes que formen aquests cofactors. Això té lloc gràcies al "túnel quàntic", que és ràpid per distàncies inferiors a 1.4×10−9m.

## Cadenes transportadores d'electrons en eucariotes
Molts processos bioquímics catabòlics, com la glucòlisi, el cicle de Krebs, i l'oxidació β, produeixen coenzim NADH reduït. Aquest coenzim conté electrons que tenen un alt potencial de transferència; és a dir, alliberen una gran quantitat d'energia quan s'oxiden. Tot i així, la cèl·lula no allibera tota aquesta energia alhora, ja que seria una reacció incontrolable. En comptes d'això, els electrons s'extreuen del NADH i es traspassen a l'oxigen a través d'una sèrie d'enzims i cadascun allibera una quantitat de l'energia. Aquest conjunts d'enzims, que agrupa des del complex I fins al IV, s'anomena la cadena transportadora d'electrons i es troba a la membrana interna del mitocondri. El succinat també s'oxida a la cadena transportadora d'electrons, però entra a la via metabòlica en un punt diferent.
Als eucariotes, els enzims d'aquest sistema de transport d'electrons utilitzen l'energia alliberada per l'oxidació de NADH per bombar protons a través de la membrana interna del mitocondri. Això provoca una acumulació de protons a l'espai intermembrana, i genera un gradient electroquímic a través de la membrana. L'energia emmagatzemada a aquest potencial, després es fa servir per produir ATP a la ATP sintasa. La fosforilació oxidativa en mitocondris de cèl·lules eucariotes és l'exemple d'aquest procés que s'entén millor. Hi ha mitocondris a gairebé tots els eucariotes, amb l'excepció dels protozous anaeròbics com la Trichomonas vaginalis que redueixen els protons a hidrogen en una reminiscència de mitocondri anomenat hidrogenosoma.
| Enzim respiratori       | Parella redox                  | Potencial al punt mitjà (Volts) |
| ----------------------- | ------------------------------ | ------------------------------- |
| NADH deshidrogenasa     | NAD+ / NADH                    | −0.32                           |
| Succinat deshidrogenasa | FMN or FAD / FMNH₂ or FADH₂    | −0.20                           |
| Complex citocrom bc1    | Coenzim Q10ox / Coenzim Q10red | +0.06                           |
| Complex citocrom bc1    | Citocrom box / Citocrom bred   | +0.12                           |
| Citocrom c oxidasa      | Citocrom cox / Citocrom cred   | +0.22                           |
| Complex IV              | Citocrom aox / Citocrom ared   | +0.29                           |
| Complex IV              | O₂ / HO-                       | +0.82                           |
| Condicions: pH = 7      |                                |                                 |

### NADH - coenzim Q oxidoreductasa (complex I)

Complex I o NADH-Q oxidoreductasa. Les abreviacions estan explicades al text. En totes les imatges de complexes respiratoris d'aquest article, la matriu és a la part inferior i l'espai intermembrana a la part superior.

NADH - coenzim Q oxidoreductasa, també conegut com a NADH deshidrogenasa o complex I, és la primera proteïna en la cadena transportadora d'electrons. El complex I és un enzim d'elevada grandària, en mamífers té 46 subunitats i un pes molecular d'aproximadament 1000 kilodaltons (kDa)). Només es coneix amb detall l'estructura del complex I de bacteri; en la majoria dels organismes, el complex s'assembla a una bota amb una estructura en forma de bota que sobresurt de la membrana cap al mitocondri. Els gens que codifiquen aquestes proteïnes individuals es troben tant al nucli cel·lular com a al genoma mitocondrial, com és el cas de la majoria de les proteïnes del mitocondri. La reacció catalitzada per aquest enzim és l'oxidació del NADH, que allibera els dos electrons, i la reducció del coenzim Q o ubiquinona (representat com a Q en l'equació de sota), una quinina liposoluble que es troba a la membrana del mitocondri:
{\displaystyle {\rm {NADH+Q+5\;H_{matriu}^{+}\rightarrow NAD^{+}+QH_{2}+4\;H_{citosol}^{+}\!}}}
L'inici de la reacció, i de fet de tota la cadena d'electrons, és la unió d'una molècula de NADH al complex I i la donació de dos electrons. Els electrons entren al complex I a través d'un grup prostètic adjuntat al complex, el mononucleòtid flavina (FMN). L'addició d'electrons al FMN, el redueix a FMNH2. Després, els electrons es transfereixen a través d'una sèrie de centres de ferro-sofre: el segon tipus de grup prostètic del complex. Al complex I hi ha tant centres de ferro-sofre de tipus [2Fe-2S] com de tipus [4Fe-4S].
A mesura que els electrons passen a través d'aquest complex, quatre protons són bombats des de la matriu cap a l'espai intermembranós. No és clar com succeeix exactament, però sembla que canvis conformacionals en el complex I causen que la proteïna capti protons a la cara N de la membrana i els mogui cap a la cara P de la membrana. Finalment, els electrons són transferits de la cadena de centres de ferro-sofre a la molècula d'ubiquinona de la membrana.La reducció de la ubiquinona també contribueix a la generació de gradient de protons, ja que s'agafen dos protons de la matriu que la ubiquinona es redueix a ubiquinol (QH2).

### Succinat - Q oxidoreductasa (complex II)

Complex II: Succinat - Q oxidoreductasa.

Succinat – Q oxidoreductasa, també conegut com a complex II o succinat deshidrogenasa, és el segon punt d'entrada a la cadena transportadora d'electrons. És inusual perquè és l'únic enzim que forma part tant del cicle de Krebs com de la cadena transportadora d'electrons. El complex II consisteix en 4 subunitats proteiques i té un cofactor de dinucleòtid de flavina i adenina (FAD) unit, centres de ferro-sofre, i un grup hemo que no participa en la transferència d'electrons al coenzim Q, però es creu que és important en la disminució de la producció d'espècies reactives d'oxigen. El complex II oxida el succinat a fumarat i redueix la ubiquinona. Com que aquesta reacció allibera menys energia que l'oxidació del NADH, el complex II no transporta protons a través de la membrana i no contribueix a crear el gradient de protons.
{\displaystyle {\rm {Succinat+Q\rightarrow Fumarat+QH_{2}\!}}}
En alguns organismes eucariotes, com el paràsit ''Ascaris Suum'', un enzim similar al complex II, el fumarat reductasa (menaquinol fumarat oxidoreductasa o QFR), funciona de forma inversa per oxidar ubiquinol i reduir el fumarat. Això permet que el paràsit sobrevisqui en el medi anaeròbic de l'intestí gros, duent a terme fosforilació oxidativa anaeròbica amb el fumarat com a acceptor d'electrons. Una altra funció no convencional del complex II es troba al paràsit de la malària Plasmodium falciparum. En aquest cas, l'acció revertida del complex II com una oxidasa és important per a la regeneració de l'ubiquinol, que el paràsit usa en una forma inusual de biosíntesi de pirimidina.

### Flavoproteïna de transferència d'electrons – Q oxidoreductasa
La flavoproteïna de transferència d'electrons – Q oxidoreductasa (ETF - Q oxidoreductasa), també coneguda com a flavoproteïna de transferència d'electrons deshidrogenasa, és el tercer punt d'entrada a la cadena transportadora d'electrons. És un enzim que accepta electrons de la flavoproteïna de transferència d'electrons a la matriu mitocondrial, i usa aquests electrons per reduir la ubiquinona. Aquest enzim conté flavina i un centre [4Fe-4S], però a diferència dels altres complexos respiratoris, s'uneix a la superfície de la membrana i no travessa la bicapa lipídica.
{\displaystyle {\rm {ETF_{red}+Q\rightarrow ETF_{ox}+QH_{2}\!}}}
En mamífers, aquesta ruta metabòlica és important per a l'oxidació ß dels àcids grassos i pel catabolisme dels aminoàcids i la colina, ja que accepta electrons de múltiples acetil - CoA deshidrogenases. En plantes, ETF-Q oxidoreductasa també és important en la resposta metabòlica que permet sobreviure en períodes extensos de foscor.

### Q - citocrom c oxidoreductasa (complex III)

Els dos passos de transferència d'electrons al complex III: Q-citocrom c oxidoreductasa. Després de cada pas Q (a la part superior de la figura) abandona l'enzim.

Q – citocrom c oxidoreductasa, també conegut com a citocrom c reductasa, complex citocrom bc1 o simplement complex III. En mamífers, aquest enzim és un dímer, cada complex subunitari conté 11 subunitats proteiques, un centre de ferro – sofre de tipus [2Fe-2S] i tres citocroms: un citocrom c1, i dos citocroms b. Un citocrom és un tipus de proteïna de transferència d'electrons que conté, almenys, un grup hemo. Els àtoms de ferro dels grups hemo del complex III alternen l'estat reduït del ferro (+2) amb l'estat oxidat del ferro (+3), a mesura que els electrons es transfereixen a través de la proteïna.
La reacció catalitzada pel complex III és l'oxidació d'una molècula d'ubiquinol i la reducció de dos molècules de citocrom c, una proteïna hemo associada lliurement al mitocondri. A diferència del coenzim Q, que transporta dos electrons, el citocrom c només transporta un electró.
{\displaystyle {\rm {QH_{2}+2\;Cit\,c_{ox}+2\;H_{matriu}^{+}\rightarrow Q+2\;Cit\,c_{red}+4\;H_{citosol}^{+}\!}}}
Com que alhora només un dels electrons pot ser transferit del donador QH₂ a l'acceptor citocrom c, el mecanisme de reacció del complex III és més elaborat que els mecanismes dels altres complexos respiratoris, i es realitza en dos passos anomenats cicle Q. Al primer pas, l'enzim s'uneix a tres substrats, el primer és QH₂, que després és oxidat amb un electró que passa al segon substrat, el citocrom c. Els dos protons alliberats pel QH₂ passen a l'espai intermembrana. El tercer substrat és Q, que accepta el segon electró de QH₂ i es redueix a Q -, un radical lliure de la ubisemiquinona. Els dos primers substrats s'alliberen, però aquest intermediari de la ubisemiquinona roman unit. Al segon pas, una segona molècula de QH₂ s'uneix a l'enzim i passa altre cop el seu primer electró a l'acceptor citocrom c. El segon electró es passa a la ubisemiquinona unida, reduint-la a QH2 mentre guanya dos protons de la matriu mitocondrial. Aquest QH₂ és alliberat de l'enzim.
Com que el coenzim Q es redueix a ubiquinol a la part interna de la membrana i s'oxida a ubiquinona a la part externa, es produeix una transferència neta de protons a través de la membrana, que s'afegeix el gradient de protons. Aquest mecanisme format per dos passos és important perquè augmenta l'eficiència de la transferència de protons. Si, en comptes del cicle Q, una molècula de QH2 fos utilitzada per reduir directament dos molècules de citocrom c, l'eficiència es reduiria a la meitat, essent un únic protó transferit per citocrom c reduït.

### Citocrom c oxidasa (complex IV)

Complex IV: Citocrom c oxidasa

El citocrom c oxidasa, també conegut com a complex IV, és el complex proteic del final de la cadena de transport d'electrons. L'enzim dels mamífers té una estructura molt complexa i conté 13 subunitats, dos grups hemo, així com a múltiples cofactors d'ions de metall - en els tres, àtoms de coure, de magnesi i de zinc.
Aquest enzim intervé en la reacció final de la cadena de transport d'electrons i, en les transferències d'electrons a l'oxigen, mentre hi ha el bombament de protons a través de la membrana. L'acceptor final d'electrons d'oxigen, que també es diu el receptor final d'electrons, es redueix a aigua en aquest pas. Tant el bombament directe dels protons com el consum de protons de la matriu en la reducció d'oxigen contribueixen al gradient de protons. La reacció catalitzada és l'oxidació del citocrom c i la reducció de l'oxigen:
{\displaystyle {\rm {4\;Cyt\,c_{red}+O_{2}+8\;H_{matrix}^{+}\rightarrow 4\;Cyt\,c_{ox}+2\;H_{2}O+4\;H_{cytosol}^{+}\!}}}

### Reductases i oxidases alternatives
Molts organismes eucariotes tenen cadenes de transport d'electrons que difereixen de la molt estudiada dels enzims dels mamífers descrites anteriorment. Per exemple, les plantes tenen oxidases NADH alternatives, que oxiden el NADH en el citosol en comptes de fer-ho en la matriu mitocondrial, i passen aquests electrons a la piscina d'ubiquinona. Aquests enzims no transporten protons, i, per tant, redueixen la ubiquinona, sense alterar el gradient electroquímic a través de la membrana interna.
Un altre exemple d'una divergència de la cadena de transport d'electrons és l'oxidasa alternativa, que es troba en plantes, així com alguns fongs, protists i, possiblement, alguns animals. Aquest enzim transfereix els electrons directament des de l'ubiquinol fins a l'oxigen.
Les vies de transport d'electrons produïts per aquests NADH alternatius i ubiquinones oxidases tenen rendiments més baixos d'ATP que la via total. Els avantatges derivats d'aquesta via abreujada no estan totalment clars. Tanmateix, l'oxidasa alternativa es produeix en resposta a factors com l'estrès i com el fred, les espècies reactives d'oxigen, i la infecció per patògens, així com altres factors que inhibeixen tota la cadena de transport d'electrons. Les vies alternatives podrien, per tant, millorar la resistència d'un organismes a les lesions, en reduir l'estrès oxidatiu.

### Organització dels complexos
El model original de com estaven organitzats els complexos de la cadena respiratòria era que es difonien lliurement i de forma independent en la membrana mitocondrial. No obstant això, dades recents suggereixen que els complexos podrien formar estructures d'ordre superior anomenades supercomplexes o "respirasomes." En aquest model, els diferents complexos existeixen com a conjunts organitzats d'enzims interactius. Aquestes associacions podrien permetre la canalització de substrats entre els diferents complexos enzimàtics, incrementant la taxa i l'eficiència de la transferència electrònica. Dins d'aquests supercomplexes dels mamífers, alguns dels components estarien presents en quantitats més elevades que d'altres, amb algunes dades que suggereixen una relació entre els complexos I / II / III / IV i l'ATP sintasa aproximadament 1:1:3:7:4. No obstant això, el debat sobre la hipòtesi d'aquest supercomplex no està completament resolt, ja que algunes dades no semblen encaixar amb aquest model.

## Les cadenes de transport d'electrons en els procariotes
En contrast amb la similitud de l'estructura i funció de les cadenes de transport d'electrons en les cèl·lules eucariotes, els bacteris i arqueus posseeixen una gran varietat d'enzims de transferència d'electrons. Aquests utilitzen una sèrie igualment àmplia de productes químics com a substrats. De la mateixa manera que en els eucariotes, el transport d'electrons en els procariotes utilitza l'energia alliberada per l'oxidació d'un substrat de la bomba d'ions a través d'una membrana i genera un gradient electroquímic. En els bacteris, la fosforilació oxidativa en Escherichia coli s'entén en la majoria dels detalls, mentre que els sistemes dels arqueus en l'actualitat es coneixen molt poc.
La principal diferència entre la fosforilació oxidativa en eucariotes i procariotes és que els bacteris i arqueus utilitzen substàncies diferents per a donar o acceptar electrons. Això permet que els procariotes creixin en una àmplia varietat de condicions ambientals. En l'E. coli, per exemple, la fosforilació oxidativa pot ser produïda per un gran nombre de parells d'agents reductors i agents oxidants, que s'enumeren a continuació. El potencial del punt mitjà d'una substància química mesura la quantitat d'energia que s'allibera quan s'oxida o es redueix, amb la reducció d'agents amb potencials negatius i agents oxidants amb potencials positius.
| Enzim respiratori                | Parella redox                        | Potencial del punt mitjà (Volts) |
| -------------------------------- | ------------------------------------ | -------------------------------- |
| Format deshidrogenasa            | Bicarbonat / Format                  | −0.43                            |
| Hidrogenasa                      | Protó / Hidrogen                     | −0.42                            |
| NADH deshidrogenasa              | NAD+ / NADH                          | −0.32                            |
| Glicerol-3-fosfat deshidrogenasa | DHAP / Gly-3-P                       | −0.19                            |
| Piruvat oxidasa                  | Acetat + Diòxid de carboni / Piruvat | ?                                |
| Lactate deshidrogenasa           | Piruvat / Lactat                     | −0.19                            |
| D-aminoàcid deshidrogenasa       | 2-oxoacid + amoni / D-aminoàcid      | ?                                |
| Glucosa deshidrogenasa           | Gluconat / Glucosa                   | −0.14                            |
| Succinat deshidrogenasa          | Fumarat / Succinat                   | +0.03                            |
| Ubiquinol oxidasa                | Oxigen / Aigua                       | +0.82                            |
| Nitrat reductasa                 | Nitrat / Nitrit                      | +0.42                            |
| Nitrit reductasa                 | Nitrit / Amoni                       | +0.36                            |
| Reductasa sulfòxid de dimetil    | DMSO / DMS                           | +0.16                            |
| Trimetilamina N-òxid reductasa   | TMAO / TMA                           | +0.13                            |
| Fumarat reductasa                | Fumarat / Succinat                   | +0.03                            |

Com s'ha indicat, la E. coli pot créixer amb agents reductors com el format, l'hidrogen, o lactat com a donadors d'electrons, i el nitrat, DMSO o l'oxigen, com acceptors. Com més gran sigui la diferència de potencial entre un punt mitjà d'un oxidant i d'un reductor, s'alliberarà més energia quan reaccionin. Fora d'aquests compostos, la parella succinat/fumarat és inusual, ja que el potencial del punt mitjà és proper a zero. El succinat per tant pot ser oxidat pel fumarat si un agent oxidant fort com l'oxigen està disponible, o el fumarat es pot reduir a succinat utilitzant un agent reductor fort com format. Aquestes reaccions alternatives són catalitzades per la succinat deshidrogenasa i fumarat reductasa, respectivament.

Alguns procariotes utilitzen parelles redox que tenen només una petita diferència en el potencial del punt mitjà. Per exemple, els bacteris nitrificants com el Nitrobacteri oxiden el nitrit en nitrat, donant els electrons a l'oxigen. La petita quantitat d'energia alliberada en aquesta reacció és suficient per a la bomba de protons i generar ATP, però no prou per produir NADH o NADPH directament per al seu ús en l'anabolisme. Aquest problema es resol mitjançant una Oxidoreductasa nitrit per produir suficient protons i suficient força per executar part de la cadena de transport d'electrons en sentit contrari, causant complex I per generar NADH.
Els procariotes controlen l'ús d'aquests donants i receptors d'electrons per variacions que les produeixen els enzims, en resposta a les condicions ambientals. Aquesta flexibilitat és possible gràcies al fet que les diferents oxidases i reductases utilitzen la mateixa piscina d'ubiquinona. Això permet moltes combinacions d'enzims perquè funcionin junts, units pel comú intermediari d'ubiquinol. Aquestes cadenes de les vies respiratòries per tant tenen un disseny modular, fàcilment intercanviables amb els conjunts dels sistemes enzimàtics.
A més d'aquesta diversitat metabòlica, els procariotes també tenen una àmplia gamma d'isoenzims - diferents enzims que catalitzen la mateixa reacció. Per exemple, en E. coli, existeixen dos tipus diferents d'oxidasa ubiquinol que utilitzen l'oxigen com acceptor d'electrons. Sota condicions altament aeròbiques, la cèl·lula utilitza una oxidasa amb una baixa afinitat per l'oxigen que pot transportar dos protons per electró. No obstant això, si els nivells d'oxigen cauen, canvien a una oxidasa que transfereix només un protó per cada electró, però té una alta afinitat per l'oxigen.

## ATP sintasa (complex V)
L'ATP sintasa, també anomenat complex V, és l'enzim final de la via de la fosforilació oxidativa. Aquesta enzim es troba en totes les formes de vida i funciona de la mateixa manera tant en procariotes i eucariotes. L'enzim utilitza l'energia emmagatzemada en un gradient de protons a través d'una membrana per impulsar la síntesi d'ATP a partir d'ADP i fosfat (Pi). El nombre de protons estimats necessaris per sintetitzar un ATP van des de tres a quatre, amb algunes cèl·lules que suggereixen que aquesta relació pot variar, segons les circumstàncies.
  {\displaystyle {\rm {ADP+P_{i}+4\;H_{cytosol}^{+}\rightleftharpoons ATP+H_{2}O+4\;H_{matrix}^{+}\!}}}
Aquesta reacció de fosforilació és un equilibri, que pot ser canviat alterant la força protó-motriu. En l'absència d'un protó-motriu, la reacció de l'ATP sintasa se'n van de dreta a esquerra, hidrolitzant ATP i bombant protons fora de la matriu a través de la membrana. No obstant això, quan la força protó-motriu és alta, la reacció es veu obligada a córrer en direcció oposada, es procedeix d'esquerra a dreta, permetent el flux de protons cap avall del seu gradient de concentració i convertir ADP en ATP. De fet, a l'estretament relacionat tipus H +-ATPasa vacuolar, la mateixa reacció es fa servir per acidificar els compartiments cel·lulars, mitjançant el bombament de protons i la hidròlisi d'ATP.
ATP-sintasa és un complex massiu de proteïnes amb la forma d'un bolet. El complex enzimàtic dels mamífers conté 16 subunitats i té una massa d'aproximadament 600 kilodaltons. La part integrada a la membrana s'anomena FO i conté un anell de subunitats c i el canal de protons. La tija i la pilota en forma de casc es diu F1 i és el lloc de la síntesi d'ATP. El complex en forma de pilota al final de la porció F1 conté sis proteïnes de dos tipus diferents (tres subunitats α i tres subunitats β), mentre que la tija consta d'una proteïna: la subunitat γ, amb la punta de la tija ampliada cap a les subunitats de la pilota α i β. Tant les subunitats α com les β uneixen nucleòtids, però només les subunitats β catalitzen la reacció de síntesi d'ATP. Per arribar al llarg del costat de la porció de la F1 i de nou a la membrana hi ha una subunitat que àncora les subunitats α i β a la base de l'enzim.
Com que els protons travessen la membrana a través del canal a la base de l'ATP sintasa, el protó motor de la FO gira. La rotació pot ser causada per canvis en la ionització dels aminoàcids en l'anell de les subunitats c que produeixen interaccions electroestàtiques que impulsen l'anell de subunitats c a passar el canal de protons. Aquest anell de rotació, al seu torn impulsa la rotació de l'eix central (la tija de la subunitat γ) dins de les subunitats α i β. Les subunitats α i β s'impedeixen a si mateixos la rotació a través del braç lateral, que actua com un estator. Aquest moviment de la punta de la subunitat γ dins de la bola de les subunitats α i β proporciona l'energia per als llocs actius en les subunitats β a sotmetre's a un cicle de moviments que produeix i després allibera ATP.

Mecanisme de l'ATP sintasa. L'ATP es mostra en vermell, ADP i fosfat en rosa i la subunitat de rotació γ en negre

Aquesta reacció de la síntesi d'ATP s'anomena mecanisme de canvi de caràcter vinculant i inclou els llocs actius d'un cicle de la subunitat β entre tres estats. En l'estat "obert", ADP i fosfat entren en el lloc actiu (en marró en el diagrama). La proteïna es tanca al voltant de les molècules i les uneix vagament - l'estat "solt"(en vermell). L'enzim canvia de forma novament i força a aquestes molècules, amb el lloc actiu "estret" com a resultat (en rosa) obligant la nova molècula d'ATP produïda, amb una afinitat molt elevada. Finalment, el lloc actiu torna a l'estat obert, alliberant ATP i vinculant més ADP i fosfat, a punt per al proper cicle.
En algunes bacteris i arqueus, la síntesi d'ATP és impulsada pel moviment dels ions de sodi a través de la membrana cel·lular, en lloc del moviment de protons. L'Archaea com el Methanococcus també contenen la sintasa A1Ao, una forma de l'enzim que conté proteïnes addicionals amb molt poca similitud en la seqüència per a les subunitats de l'ATP sintasa d'altres bacteris i eucariotes. És possible que, en algunes espècies, la forma A1Ao de l'enzim sigui una ATP sintasa impulsada per sodi, però això pot ser que no sigui cert en tots els casos.

## Espècies reactives d'oxigen
L'oxigen molecular és un ideal acceptor terminal d'electrons, perquè és un fort agent oxidant. La reducció d'oxigen implica intermediaris potencialment nocius. Encara que la transferència de quatre electrons i quatre protons redueix l'oxigen a aigua, i és inofensiva, la transferència d'un o dos electrons produeix anions superòxids o peròxids, que són perillosament reactius.
{\displaystyle {\begin{matrix}\quad &{\mathrm {e} ^{-}}&\quad &{\mathrm {e} ^{-}}\\{{\mbox{O}}_{2}}&\longrightarrow &{\mbox{O}}_{2}^{\underline {\bullet }}&\longrightarrow &{\mbox{O}}_{2}^{2-}\\\quad &\quad &{\mbox{Superoxide}}&\quad &{\mbox{Peroxide}}\\\quad &\quad \end{matrix}}}
Aquestes espècies reactives d'oxigen i els seus productes de reacció, com ara el radical hidroxil, són molt perjudicials per a les cèl·lules, perquè oxiden les proteïnes i causen mutacions en l'ADN. Aquest dany cel·lular pot contribuir a la malaltia i es proposa com una de les causes de l'envelliment.
El complex del citocrom c oxidasa és altament eficient en la reducció d'oxigen a aigua i allibera molt pocs intermediaris reduïts parcialment;no obstant petites quantitats d'anió superòxid i el peròxid són produïdes per la cadena de transport d'electrons. És particularment important la reducció de la coenzim Q en el complex III, com els radicals lliures altament reactius d'ubisemiquinona es formen com un intermediari en el cicle Q. Aquesta espècie inestable pot arribar a produir la "fuga" electrònica quan els electrons es transfereixen directament a l'oxigen, formant un superòxid. Com que la producció d'espècies reactives d'oxigen per aquests complexos de bombament de protons és major en els potencials de membrana d'alta, s'ha proposat que els mitocondris regulen la seva activitat per mantenir el potencial de membrana en una franja estreta que equilibra la producció d'ATP en contra de la generació d'oxidants. Per exemple, els oxidants poden activar les proteïnes desacobladores que redueixen el potencial de membrana.
Per contrarestar aquestes espècies reactives de l'oxigen, les cèl·lules contenen nombrosos sistemes antioxidants, com la vitamina C i vitamina E, i els enzims antioxidants com la superòxid dismutasa, catalasa i peroxidases, que desintoxiquen les espècies reactives, limitant els danys a la cèl·lula.

## Inhibidors
Hi ha diversos medicaments i toxines bastant conegudes que inhibeixen la fosforilació oxidativa. Tot i que qualsevol d'aquestes toxines només inhibeix un enzim en la cadena de transport d'electrons, la inhibició de qualsevol pas en aquest procés aturarà la resta del procés. Per exemple, si l'Oligomicina inhibeix l'ATP sintasa, els protons no poden passar de nou al mitocondri. Com a resultat, les bombes de protons no poden operar, ja que el gradient es torna massa fort per a ells de superar. El NADH llavors ja no s'oxida i el cicle de l'àcid cítric deixa de funcionar a causa del fet que la concentració de NAD+ cau per sota de la concentració que aquests enzims poden utilitzar.
| Compostos                    | Usos       | Efecte en la fosforilació oxidativa |
| ---------------------------- | ---------- | --- |
| Cianur;El monòxid de carboni | Verins     | Inhibició de la cadena de transport d'electrons unint-la més forta que l'oxigen al Fe-Cu en el centre de la citocrom c oxidasa, impedint la reducció d'oxigen.                                                                           |
| Oligomicina                  | Antibiòtic | Inhibeix l'ATP sintasa, bloquejant el flux de protons a través de les Fo subunitats. |
| CCCP 2,4-Dinitrofenol        | Verins     | Ionòfors que alteren el gradient de protons, portant protons a través de la membrana. Aquest ionòfor desacobla el bombament de protons de la síntesi d'ATP perquè permet el pas de protons a través de la membrana mitocondrial interna. |
| Rotenona                     | Pesticides | Impedeix la transferència d'electrons des del complex I a la ubiquinona bloquejant el lloc d'unió de la ubiquinona. |
| Malonat i oxaloacetat        |            | Inhibidors competitius de la succinat deshidrogenasa (complex II). |

No tots els inhibidors de la fosforilació oxidativa són toxines. En el teixit adipós marró, els canals de protons regulats anomenats proteïnes desacoblades poden desacoblar la respiració de la síntesi d'ATP. Aquesta respiració ràpida produeix calor, i és particularment important com una forma de mantenir la temperatura corporal dels animals en hibernació (el que es coneix com a termogènesi adaptativa), malgrat que aquestes proteïnes també poden tenir un major funció general en les respostes de les cèl·lules a l'estrès.

## Història
El camp de la fosforilació oxidativa es va iniciar amb l'informe del 1906 per Arthur Harden d'una funció vital del fosfat en la fermentació cel·lular, però inicialment només se sabia que hi intervenien els fosfats de sucre. No obstant això, en la dècada de 1940, el vincle entre l'oxidació de sucres i la generació d'ATP es va establir fermament per Herman Kalckar, que confirma el paper central de l'ATP en la transferència d'energia, que havia estat proposada per Fritz Albert Lipmann el 1941. Més tard, el 1949, Morris Friedkin i Albert L. Lehninger demostren que la coenzim NADH vincula les vies metabòliques com ara el cicle de l'àcid cítric i la síntesi d'ATP.

Durant uns altres vint anys, el mecanisme pel qual es genera ATP segueix sent un misteri, amb els científics a la recerca d'un "intermediari d'alta energia" que enllaci les reaccions d'oxidació i la de fosforilació. Aquest enigma va ser resolt per Peter D. Mitchell, amb la publicació de la teoria quimiosmòtica el 1961. Al principi, aquesta proposta va ser molt controvertida, però a poc a poc va ser acceptada i en Mitchell va rebre el premi Nobel el 1978. La investigació posterior es va centrar en la purificació i caracterització dels enzims que intervenen, amb aportacions importants realitzades per David E. Green en els complexos de la cadena de transport electrònic, així com Efraim Rack de les de l'ATP sintasa. Un pas crític cap a la solució del mecanisme de l'ATP sintasa va ser proporcionat per Paul D. Boyer, i pel desenvolupament en el 1973 del mecanisme de "canvi de caràcter vinculant", seguit de la seva proposta radical de la catàlisi de rotació en 1982. Molts treballs recents inclouen estudis estructurals dels enzims que intervenen en la fosforilació oxidativa per John E. Walker. I a Walker i Boyer els van concedir el Premi Nobel el 1997.